# CAMM
CAMM (англ. Common Anti-Air Modular Missile, модульные зенитные ракеты общего назначения) — это семейство зенитных ракет, разработанных компанией MBDA UK для Соединённого Королевства. [8] CAMM имеет некоторые общие особенности и компоненты с ракетой ASRAAM, но с обновлённой электроникой и активной радиолокационной системой самонаведения. Под названием Sea Ceptor, CAMM с 2018 года заменил ракеты Sea Wolf на фрегатах Type 23 Королевских ВМС, а с 2021 года под названием Land Ceptor заменит ЗРК «Rapier» на вооружении британской армии. Система также вносит свой вклад в обновление ASRAAM MBDA, находящегося на вооружении Королевских ВВС.

## История
Ракеты семейства CAMM берут своё начало в Программе демонстрации технологий (Technology Demonstration Programme, TDP), финансируемой совместно MBDA и Министерством обороны Великобритании как части будущей локальной системы противовоздушной обороны Соединённого Королевства (FLAADS). FLAADS является частью более широкой британской программы «Командное комплексное оружие» (Team Complex Weapons) по поставке разнообразного оружия и поддержанию суверенитета Великобритании в этой области. FLAADS предназначен для создания общей оружейной платформы, Common Anti-Air Modular Missile (CAMM), для оснащения войск в воздухе, на суше и на море. На ранних этапах программы FLAADS были определены требования к новой ракете, которая должна отвечать как текущим, так и ожидаемым угрозам, а именно «воздушным целям, которые характеризуются высокой скоростью, быстрым манёвром уклонения, малой сигнатурой и передовыми средствами противодействия».
На этапе 1 TDP разрабатывались технологии мягкого вертикального пуска, недорогая активная поисковая РЛС, двухдиапазонный двусторонний канал передачи данных и программируемая архитектура открытых систем. Этап 2 начался в 2008 году и охватывал производство планера, системы наведения на маршевом участке и системы сопровождения воздушного базирования на экспериментальном самолёте QinetiQ Andover. Мягкий вертикальный запуск был подтверждён серией испытаний, кульминацией которых стал успешный запуск с тягача в мае 2011 года. В январе 2012 года Министерство обороны заключило с MBDA контракт на сумму £483 млн на разработку морской подсистемы FLAADS для замены ракет Sea Wolf на фрегатах Type 23.

### Стадии проекта
- В январе 2012 года MBDA и Министерство обороны объявили о заключении контракта на сумму £483 млн на полную разработку морской подсистемы CAMM, известной как Sea Ceptor.[14]
- В октябре 2013 года ВМС Новой Зеландии выбрали CAMM для оснащения своих фрегатов «Te Kaha» и «Te Mana» типа «Анзак».[15]
- В августе 2014 года чилийский флот стал потенциальным экспортным заказчиком CAMM для оснащения своих фрегатов Type 23.[16]
- В ноябре 2014 года ВМС Бразилии выбрали CAMM для оснащения своих будущих фрегатов типа Tamandaré. [17]
- В январе 2015 года Министерство обороны объявило, что в конце декабря 2014 года оно подписало с MBDA соглашение на разработку и производство.[18]
- В мае 2016 года ВМС Испании выбрали CAMM-ER для оснащения своих будущих фрегатов типа F110. Позже в 2018 году ракета проиграла RIM-162 ESSM Block II.[19]
- В сентябре 2017 года первая ракета Sea Ceptor была успешно выпущена в море с фрегата Type 23 HMS Argyll .[20]
- В июле 2021 года сообщалось, что Sky Sabre приступила к приёмочным испытаниям и обучению персонала Королевской артиллерии. Систему планировалось развернуть на Фолклендских островах «в конце лета/начале осени».[21][22]

## Характеристики
CAMM — ракета для точечной и локальной обороны, предназначенная для реагирования на сложные ракетные и авиационные атаки. [7] MBDA заявляет, что CAMM обладает «высокой скорострельностью одновременно по нескольким целям» [23], обеспечивая возможности, сопоставимые с ракетой Aster 15.
Затраты на разработку были сокращены за счёт использования модульности конструкции и максимального упрощения конструкции. Кроме того, программное обеспечение системы управления более 75% программного обеспечения, разработанного для PAAMS.
CAMM имеет минимальную рабочую дальность менее 1 км при максимальной более 25 км, хотя IHS Jane сообщает, что на испытаниях продемонстрирована возможность стрельбы на расстояние до 60 км. Эти диапазоны значительно больше, чем 1–10 км дальности ракет Sea Wolf и других систем, которые будут заменены на CAMM. Ракета весит 99 кг, имеет длину 3,2 м при диаметре 166 мм, скорость достигает 3 М.
Заявленные преимущества CAMM включают:
- Активный радиочастотный искатель, что означает отсутствие необходимости в сложных и дорогостоящих РЛС управления огнём/подсветки.
- Двусторонний канал передачи данных.
- Система холодного вертикального пуска (SVL), обеспечивающая охват 360 °. При этом используется газогенератор для выброса ракеты из контейнера, благодаря которому повышается дальность перехвата, снижение нагрузки на пусковые платформы, снижение затрат на техническое обслуживание, обеспечивается большая компактность установки на кораблях и отсутствие необходимости старта двигателя ракеты внутри корпуса корабля, уменьшенная сигнатура запуска, а на суше возможность запуска ракеты из лесных или городских районов.
- CAMM поставляется в индивидуальных пусковых контейнерах или по четыре ракеты в одном контейнере для совместимости с существующими установками вертикального пуска.[24]

Модификация CAMM Extended Range (CAMM увеличенной дальности), известное как CAMM-ER, разрабатывается совместно с MBDA и Avio для Министерства обороны Италии с 2013 года. [26] CAMM-ER обладает теми же характеристиками, что и исходный CAMM, за исключением нового ракетного двигателя Avio, который увеличивает дальность поражения ракетой до 45 км и немного доработанной компоновки. Вес ракеты — 160 кг, длина — 4,2 м, диаметр — 190 мм.

## Применение

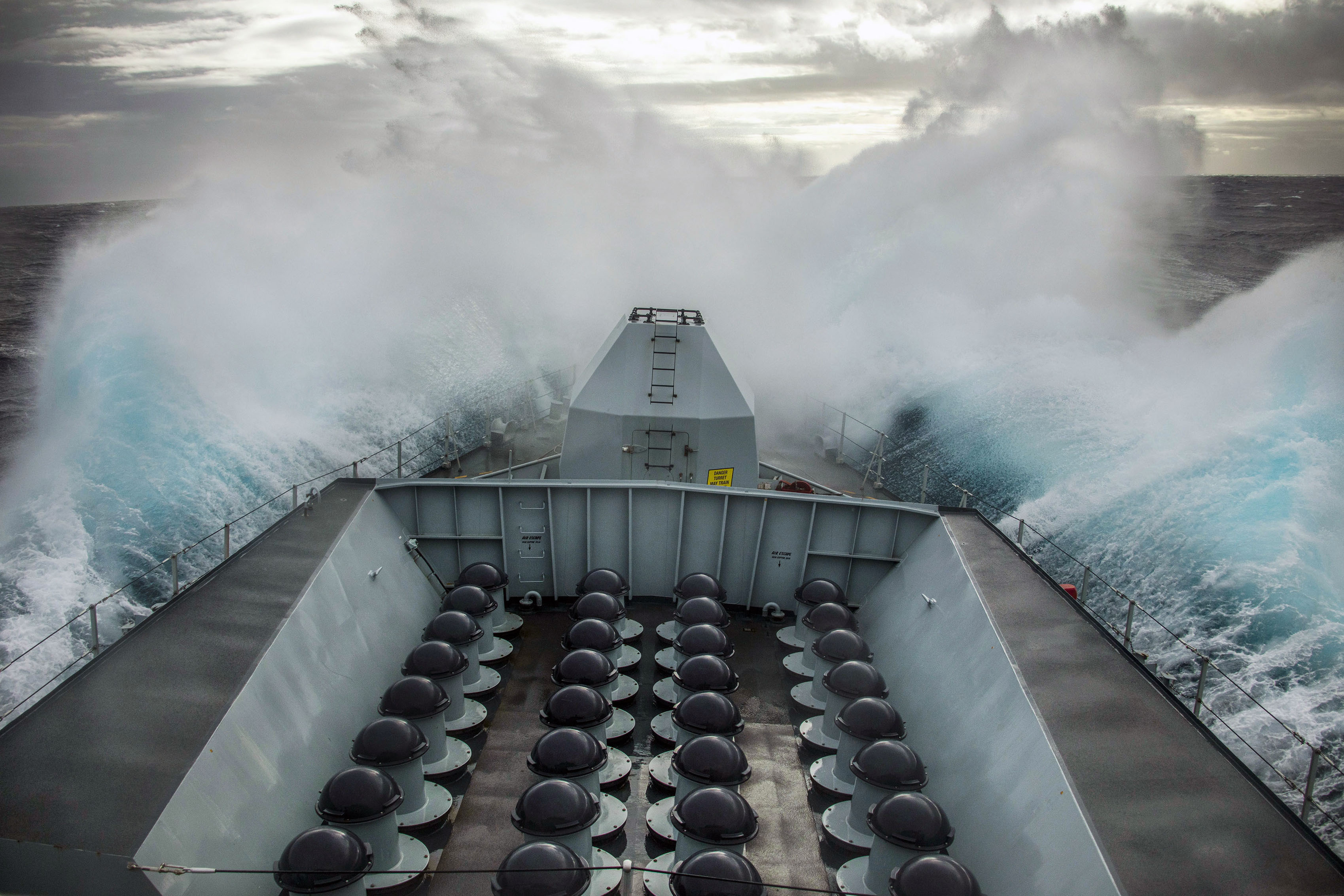
Sea Ceptor на британском фрегате типа 23 «Lancaster»

MBDA заявляет, что, покупая одну и ту же ракету для удовлетворения потребностей противовоздушной обороны как армий, так и военно-морских сил, обе службы могут использовать общий запас, что снижает затраты на закупку и поддержку.

### Корабельный ЗРК
CAMM морского базирования известна как Sea Ceptor .
MBDA утверждает, что CAMM имеет «широкий набор целей», включая способность поражать небольшие надводные корабли, что даёт ракете ограниченные возможности противокорабельного оружия. Офицер противовоздушной обороны фрегата типа 23 HMS «Westminster» заявил после испытательных стрельб: «Во время обучения нам удалось изучить реальный потенциал системы, и сказать, что она действительно меняет правила игры, — ничего не сказать. В отличие от своего предшественника, система способна защищать не только «Вестминстер», но и другие корабли. Будь то борьба с многочисленными воздушными угрозами или быстрыми атакующими кораблями, Sea Ceptor представляет собой серьёзное обновление возможностей фрегата Type 23».

### Наземный ЗРК

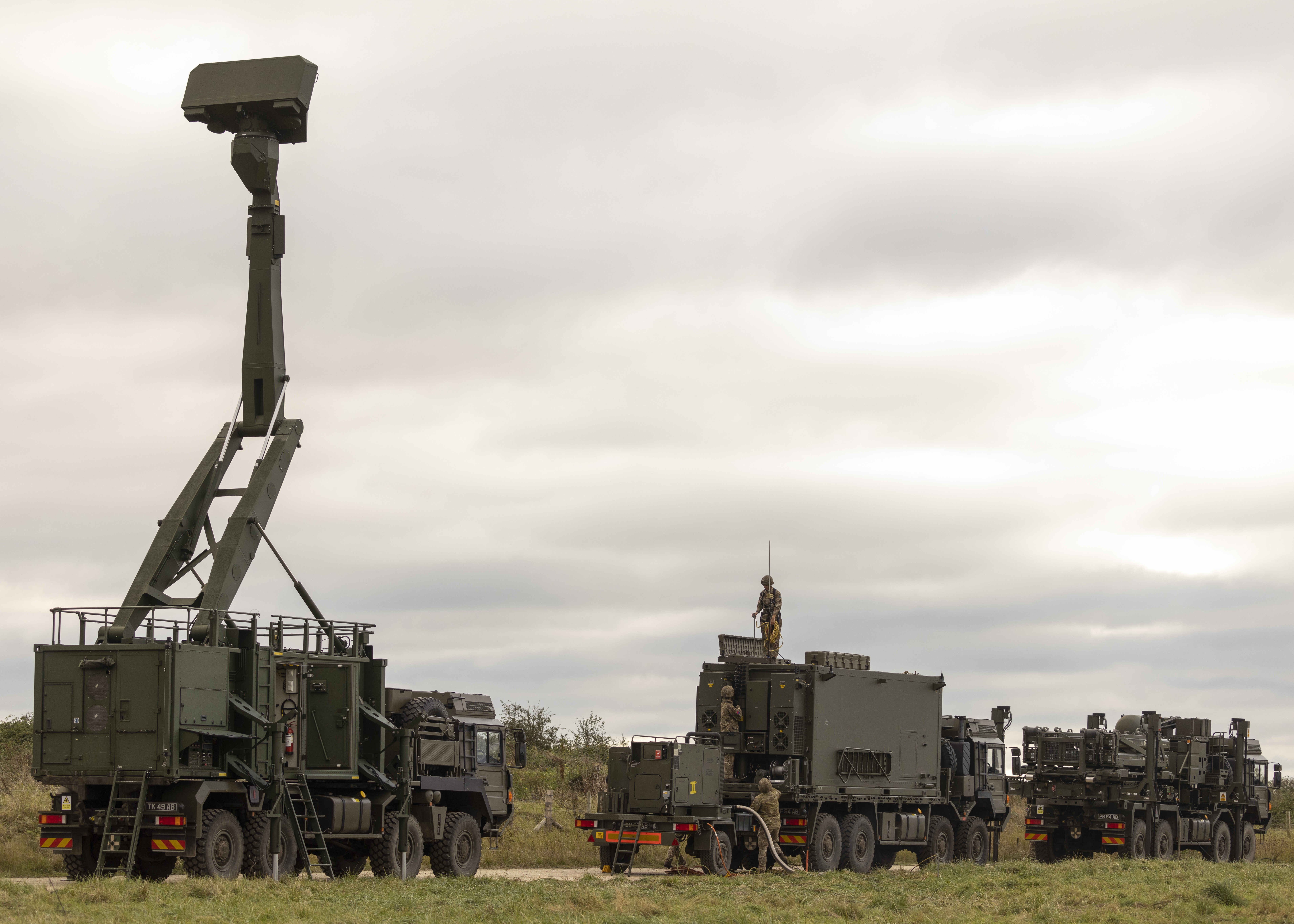
Зенитно-ракетный комплекс Sky Sabre Королевской артиллерии.

На суше CAMM известен как Land Ceptor, а вся наземная система ПВО — как Sky Sabre. По дальности действия система более чем втрое превосходит своего предшественника, ЗРК «Rapier». Эта система состоит из ракет CAAM, радаров SAAB Giraffe и системы управления Rafael, установленных на грузовиках MAN.
Для международных клиентов MBDA предлагает «усовершенствованные модульные решения противовоздушной обороны (Enhanced Modular Air Defence Solutions, EMADS)».

### Ракета воздушного пуска
Первоначально программа CAMM стремилась обеспечить возможности запуска с суши, моря и воздуха, но было сочтено более эффективным вместо этого разработать CAMM для использования только на суше и на море, используя в воздухе хорошо зарекомендовавшие себя ракеты воздух-воздух ближнего радиуса ASRAAM. Однако технологии и компоненты, разработанные для CAMM, использовались для модернизации ASRAAM.

## Операторы

Операторы CAMM отмечены синим цветом, а будущие операторы - тёмно-серым.

### Текущие операторы
Чили
- ВМС Чили - замена Sea Wolf на нынешних фрегатах Type 23 [32]

 Новая Зеландия
- Королевский флот Новой Зеландии — модернизация фрегатов типа «Анзак».[15]

 Великобритания
- Королевский флот — Sea Ceptor был официально объявлен «на вооружении» Королевского флота в мае 2018 года, заменив Sea Wolf на фрегатах Type 23. Sea Ceptor также будет устанавливаться на фрегатах Type 26, Type 31 и эсминцах Type 45.[33][34][35]
- Британская армия — Sky Sabre поступает на вооружение 7-й группы ПВО вместо ЗРК «Рапира».[22][36]

### Будущие операторы
Бразилия
- Бразильский флот: CAMM выбран для оснащения новых фрегатов типа Tamandaré. [17]
- Корпус морской пехоты Бразилии: AV-MMA, вариант CAMM, будет использован в зенитной версии РСЗОAstros II.[37]

 Канада
- Королевский военно-морской флот Канады — CAMM был выбран для оснащения канадского надводного боевого корабля в качестве системы противовоздушной обороны ближнего радиуса (CIADS).[38]

 Пакистан
- ВМС Пакистана выбрали CAMM-ER для оснащения новых корветов MILGEM.[39][40]

 Италия
- Сухопутные войска — CAMM-ER выбран для замены систем Skyguard (ракеты Aspide) с PCMI / X-TAR 3D
- ВВС Италии — CAMM-ER выбрана для замены SPADA (ракеты Aspide) на MAADS / Kronos LND
- ВМС Италии — CAMM-ER выбрана для замены для замены ракет Aster 15.

## Внешние ссылки
- CAMM (MARITIME APPLICATION)
- New Missile system to shield the fleet from air attack Royal Navy (31 January 2012)
- CAMM Common Anti-Air Modular Missile air defense system on armyrecognition.com
- CAMM-ER (MBDA Systems)